# Atatürkovo kulturní centrum
Atatürkovo kulturní centrum (turecky: Atatürk Kültür Merkezi) je koncertní síň, divadlo a kulturní dům v tureckém Istanbulu. Nachází se na východní straně Taksimského náměstí ve čtvrti Beyoğlu. V roce 2021 se po třinácti letech znovu otevřelo veřejnosti jako nejmodernější kulturní komplex v zemi.

## Vznik
Modernistický architektonický návrh vypracovali již roku 1946 Feridun Kip a Rüknettin Güney. Práce na stavbě byly ale přerušeny roku 1953, kvůli problémům s financováním. V roce 1956 se znovu rozjely, pod vedením architekta Hayati Tabanlıoğlua. Budova byla slavnostně otevřena ale až 12. dubna 1969, jakožto Istanbulský palác kultury. Užitná plocha byla 52 000 metrů čtverečních, hlavní sál pojal 1317 diváků, koncertní síň 502 diváků, dále zde byly dva menší divadelní sály pro 296 a 190 lidí a kinosál s 206 místy. Ve velkém sále vystupovala Turecká státní opera a balet i činohra Státního divadla, čili centrum plnilo funkci národního divadla.

## Požár a obnova
Dne 27. listopadu 1970 vypukl v paláci požár, a to během inscenace hry Arthura Millera Zkouška ohněm. Přestože nedošlo k žádným ztrátám na životech, některé předměty zapůjčené z Paláce Topkapı (jako kaftan sultána Murada IV., jeho obraz a Korán) byly při požáru zničeny. Zdroj požáru nebyl nikdy identifikován. Centrum obnovilo provoz v roce 1978. V červnu 2008 bylo uzavřeno pro špatný technický stav. Sbor pro ochranu kulturních statků rozhodl dne 31. prosince 2009 o jeho rekonstrukci. Dne 9. dubna 2012 proběhlo výběrové řízení, v květnu 2013 byl však projekt zastaven. Vypadalo to, že centrum bude zbořeno jako součást plánů na komplexní přestavbu náměstí. Uvažovalo se, že ho nahradí nová budova opery a mešita. Věc získala silně politický akcent. Budova byla symbolem republikánských, sekularistických, kemalistických a modernizačních tradic Turecka. Islamistický prezident Recep Tayyip Erdoğan se právě tyto tradice snaží zničit a nikoli náhodou Atatürkovo centrum označil za "ohyzdné". Roku 2013 vypukly proti záměru centrum zbourat protesty. V noci 28. května 2013 mnoho demonstrantů vylezlo i na střechu centra. Zasáhla proti nim policie, která poté raději obsadila celou budovu a přeměnila ji na své logistické centrum. Navzdory trvalé přítomnosti policie v budově se roku 2015 ukázalo, že z ní zmizelo mnoho světelné a zvukové techniky, řada přístrojů pak byla dohledána na tržnicích a v bazarech. Budova dále jen chátrala a v roce 2018 byla skutečně zbořena. Vláda se nicméně pod tlakem veřejnosti zavázala, že na místě vyroste budova se stejnou funkcí, stejným názvem a zachovávající ducha původního architektonického řešení. Její stavba začala roku 2019, dokončena byla v roce 2021. Budova nabízí užitnou plochu 95 000 metrů čtverečních. Uvnitř je divadlo, kino, koncertní sály, výstavní sál, kongresový sál, knihovna, muzeum, umělecká galerie, kavárny a restaurace. Architektem byl Murat Tabanlıoğlu, syn Hayati Tabanlıoğlu, který navrhl původní centrum. Budova se původní značně podobá, zejména byla zachována čelní prosklená modernistická fasáda. Náklady na výstavbu činili 850 milionů tureckých lir (asi 162 milionů amerických dolarů, asi 3,7 miliardy korun českých).